# Serra de Sobremunt
La Serra de Sobremunt és una lineació muntanyosa d'Osona, que limita la plana de Vic (termes d’Orís i de les Masies de Voltregà) amb el Lluçanès (Sant Martí de Sobremunt i Sant Boi de Lluçanès) i separa les aigües de les rieres de Talamanca i Sorreigs.
Al seu cim culminant (950 m alt.) hi ha l'església de Santa Llúcia de Sobremunt. En un contrafort meridional s'alça el castell de Voltregà (855 m alt.).